# Ходинські джерела
Ходинські джерела, Джерела «Ключі» - гідрологічна пам'ятка природи, об'єкт природно-заповідного фонду Сумської області.
Оголошений рішенням Сумського Облвиконкому № 429 20.07.1977 року та 19.10.2000 року. 
Розташована у центрі с. Ходине Глухівського району. 
Площа – 0,5 га. 
Охороняється місце витоку на поверхню унікального гідрогеологічного утворення – 10 самовитічних джерел води доброї питної якості, що збираються у вигляді природної чаші та живлять р. Лапуга, притоку р. Обеста.